# Wahlenbergia undulata
Wahlenbergia undulata là loài thực vật có hoa trong họ Hoa chuông. Loài này được (L.f.) A.DC. miêu tả khoa học đầu tiên năm 1830.